# إريك بورتر
اريك بورتر (بالإنجليزية: Eric Porter)‏ هو ممثل بريطاني، ولد في 8 أبريل 1928 في المملكة المتحدة، وتوفي في 15 مايو 1995 بلندن في المملكة المتحدة. من الجوائز التي نالها الجوائز الأميركية للكتاب سنة 2003.

## أعمال

### أفلام
- (1971) نيكولاس وأليكساندرا
- (1973)  الأيام العشر الأخيرة

## جوائز
- الجوائز الأميركية للكتاب (2003)

## وصلات خارجية
- إريك بورتر على موقع IMDb (الإنجليزية)
- إريك بورتر على موقع روتن توميتوز (الإنجليزية)
- إريك بورتر على موقع ألو سيني (الفرنسية)
- إريك بورتر على موقع تيرنر كلاسيك موفيز (الإنجليزية)
- إريك بورتر على موقع أول موفي (الإنجليزية)
- إريك بورتر على موقع قاعدة بيانات برودواي على الإنترنت (الإنجليزية)
- إريك بورتر على موقع قاعدة بيانات الأفلام السويدية (السويدية)
- إريك بورتر على موقع إن إن دي بي (الإنجليزية)
- إريك بورتر على موقع قاعدة بيانات الفيلم (الإنجليزية)
- إريك بورتر على موقع كينوبويسك (الروسية)